# Plotino Rhodakanaty
Plotino Constantino Rhodakanaty (grec moderne : Πλωτίνος Ροδοκανάκης), né le 14 octobre 1828 à Athènes et mort le 2 février 1890 à Mexico, est un philosophe socialiste utopiste, pédagogue libertaire, précurseur de l'anarchisme au Mexique au milieu du XIXe siècle et préfigurant la Révolution mexicaine de 1910.

## Biographie
Rhodakanaty est né le 14 octobre 1828 à Athènes, d'un père issu de l'aristocratie grecque et d'une mère autrichienne d'origine grecque. Son père meurt pendant la guerre pour l'indépendance contre les Turcs et sa mère l'emmène à Vienne.
En 1848, il se rend à Budapest où il assiste à l'échec de la révolution hongroise. Il gagne ensuite Berlin où il se familiarise avec les idées de Hegel, Fourier et Proudhon.
En 1850, il est à Paris pour rencontrer Proudhon dont il a lu l'ouvrage Qu'est-ce que la propriété ?. À Paris, il entend parler du système de relative auto-organisation des communautés rurales mexicaines et du danger que représentent pour elles les privatisations. Pour les soutenir, il se rend à Barcelone où il vit deux ans dans l'importante communauté anarchiste.
En 1861, en arrivant au Mexique, il écrit Cartilla Socialista et propage les idées de Fourier, Proudhon et Bakounine. Il publie d'autres essais radicaux, reconnaissables au slogan Abajo con todos los gobiernos (« À bas tous les gouvernements »), entre autres Neopanteísmo, fonde des périodiques et en 1870 aide à la création d'une escuela libre au Chalco (es). L'expression escuela libre est utilisée par les anarchistes pour les distinguer de celles du gouvernement, influencées par l'Église catholique.
L'école est dirigée par son disciple, Francisco Zalacosta, qui a conduit des insurrections paysannes rassemblant plus de 1500 personnes dans le centre du Mexique. Pour gagner sa vie, il enseignait au Colegio de San Ildefonso (es) à Mexico, où il diffuse ses idées à ses élèves. Parmi eux, on compte Santiago Villanueva, Francisco Zalacosta, Julio Chávez López et José María Gonzales, qui formeront le noyau des futurs mouvements des paysans et travailleurs mexicains.
Plus tard, il s'établit à Ajusco (en) dans les montagnes du sud-ouest de Mexico. Il y enseigne dans la petite école et y a pour élève Otilio Montaño Sánchez (en), l'auteur du fameux Plan de Ayala (en) de Emiliano Zapata. Le Plan de Ayala suivait étroitement les idées de Rhodakanaty au sujet du développement de la société rurale mexicaine.  
Pour les Grecs, la religiosité était d’une importance vitale[réf. nécessaire] ; issu d’une noblesse byzantine, Rhodakanaty faisait partie des chrétiens orthodoxes, il était convaincu de l’austérité de la pratique religieuse et de la vie quotidienne. Enfin, ses principales critiques visaient l'Église catholique en raison de leurs activités qui ont corrompu la foi, selon Illades[Qui ?]. En réalité, Rhodakanaty n'était ni athée ni déiste, il pensait que le culte extérieur était une manifestation indispensable de la foi chrétienne. Rhodakanaty est moins connu pour sa participation à l'Église de Jésus-Christ des Saints des Derniers Jours, à son arrivée. Au Mexique des Mormons et à leur proposition de régénération sociale, a séduit des penseurs comme Rhodakanaty, le pays a commencé à parler de tolérance religieuse et, surtout, à l’autoriser. Leur approche a d'abord été donnée aux protestants qui ont vendu leurs biens, pour les mettre à la disposition de l'église, puis les distribuer comme exemple de la diffusion de l'Évangile. Malgré cela, Plotin considérait les protestants comme matérialistes, froids, fatalistes et monarchiques lorsqu'ils se séparaient entre les élus et les réprouvés. 
En 1879, il devint le premier aîné mexicain[pas clair] et président de la première branche de l'église mormone de Mexico. Cependant, le goût ne dura pas longtemps[pas clair] et les relations entre lui et l'église mormone se dégradèrent tellement qu'il fut excommunié en 1881[réf. nécessaire]. La ville de Mexico le dimanche 2 février 1890, comme l'indique son acte de décès, ainsi que le juge de l'état civil Enrique Valle, qui enregistre sa mort le mardi 4 février 1890, à la suite d'une fièvre pernicieuse inscrite au registre d'état civil[incompréhensible]. Avec ce qui précède, le mythe de son voyage en Europe disparaît, disparaissant de la scène religieuse, journalistique et politique au Mexique. (Professeur Sergio Pagaza Castillo).

## Œuvres
- (es) Cartilla socialista, lire en ligne.